# Claudio Sebastianutti
Claudio Sebastianutti (Roma, 9 luglio 1981) è un ex pallanuotista italiano, allenatore della Società Sportiva Lazio Nuoto.

## Carriera

### Club
Inizia a giocare nel Nadir per poi approdare alle Fiamme Oro, squadra con cui esordisce in serie A2. Nel 1999, dividendosi tra l'attività di Artista Pop e quella sportiva, approda alla Lazio, squadra militante nella massima serie, della quale è capitano dal 2004.
Nel 2017 ne diventa allenatore e dal 2023 dirigente sportivo.

## Statistiche

### Presenze e reti nei club
Statistiche aggiornate al 16 gennaio 2011.
| Stagione        | Squadra         | Campionato      | Campionato | Campionato | Coppe nazionali | Coppe nazionali | Coppe nazionali | Coppe continentali | Coppe continentali | Coppe continentali | Totale | Totale |
| Stagione        | Squadra         | Comp            | Pres       | Reti       | Comp            | Pres            | Reti            | Comp               | Pres               | Reti               | Pres   | Reti   |
| --------------- | --------------- | --------------- | ---------- | ---------- | --------------- | --------------- | --------------- | ------------------ | ------------------ | ------------------ | ------ | ------ |
| 2006-2007       | Lazio           | A2              | ?          | ?          |                 | -               | -               |                    | -                  | -                  | ?      | ?      |
| 2007-2008       | Lazio           | A1              | ?          | 17         |                 | -               | -               |                    | -                  | -                  | ?      | 17     |
| 2008-2009       | Lazio           | A1              | ?          | 14         |                 | -               | -               |                    | -                  | -                  | ?      | 14     |
| 2009-2010       | Lazio           | A1              | ?          | 15         |                 | -               | -               |                    | -                  | -                  | ?      | 15     |
| 2010-2011       | Lazio           | A1              | 11         | 2          |                 | -               | -               |                    | -                  | -                  | 11     | 2      |
| Totale carriera | Totale carriera | Totale carriera | ?          | ?          |                 | -               | -               |                    | -                  | -                  | ?      | ?      |